# Volker Heuer
Volker Heuer (* 8. Februar 1953 in Paderborn, Nordrhein-Westfalen) ist ein deutscher Manager. Vom 1. August 2004 bis zum 30. September 2011 war er Vorstandsvorsitzender der Tognum AG sowie Vorsitzender der Geschäftsführung der MTU Friedrichshafen GmbH.

## Karriere
Nach einem Maschinenbau-Studium trat er 1977 in die Daimler-Benz AG als Konstrukteur für Aufbauentwicklung im Nutzfahrzeugbereich ein.
Ab 1980 war er in verschiedenen Führungsfunktionen im Entwicklungsbereich des Konzerns tätig. Heuer baute zunächst bei der Mercedes-Benz do Brasil als Abteilungsleiter die Karosseriekonstruktion auf.  Drei Jahre später übernahm er die Entwicklungs-Verbindungsabteilung Nutzfahrzeuge bei Mercedes-Benz Argentina und ab 1988 in Sindelfingen die Hauptabteilung Aufbauentwicklung Leichte Lkw und Transporter. In Untertürkheim wurde er später zum Direktor für die Entwicklung von Leichten Lkw und Transportern ernannt. Ab 1996 leitete er die Produktleistungscenter Vitoria und Barcelona der Mercedes-Benz España, wo der Mercedes-Benz Vito- und die Viano-Baureihe hergestellt werden.

## MTU
Zum 1. August 2004 übernahm Volker Heuer die Leitung des Geschäftsbereichs DaimlerChrysler Off-Highway sowie den Vorsitz der Geschäftsführung der MTU Friedrichshafen GmbH, er löste den aus Altersgründen ausscheidenden Rolf Hanssen ab. Mit der Gründung der Holding Tognum, wurde er zum Vorstandsvorsitzenden gekürt. Zum 30. September 2011 schied er aus dem Unternehmen aus. 

## Privat
Volker Heuer ist verheiratet, hat zwei Söhne und lebt in Markdorf am Bodensee. Er pflegt als Hobby das Segeln im eigenen Boot und war in der Vergangenheit aktiver Segelflieger.
| Personendaten    | Personendaten                  |
| ---------------- | ------------------------------ |
| NAME             | Heuer, Volker                  |
| KURZBESCHREIBUNG | deutscher Manager              |
| GEBURTSDATUM     | 8. Februar 1953                |
| GEBURTSORT       | Paderborn, Nordrhein-Westfalen |